# Fondo Kati
El Fondo Kati es una biblioteca o colección documental manuscrita de más de 500 años de antigüedad cuyo responsable es Ismaël Diadié Haïdara.
Ubicada en Tombuctú, Malí recoge una destacada colección de más de 12.000 manuscritos pertenecientes a la familia Kati  que dice descender del antepenúltimo rey visigodo, Witiza. Durante la conquista islámica de la península ibérica, importantes familias acabaron convirtiéndose al Islam, entre ellas, destacaba la familia de los Banu al Quti aunque su nombre acabaría derivando en “Kati”.
Hasta el siglo XV los Kati permanecerían en Castilla. Ali ben Ziyad al-Kati, de la familia Banu al Quti, tuvo que exiliarse de Toledo alrededor del año 1468, pero llevaba consigo una importante biblioteca formada por libros de historia de Al-Ándalus, de la vida de Mahoma, de matemáticas, medicina o filosofía.  Ali ben Ziyad viajaría a África por las regiones subsaharianas e iría aumentando su biblioteca.
Los Kati se establecieron en la curva del Níger y emparentaron con la familia imperial y se integraron plenamente en la sociedad Songhai. 
Fueron ampliando el fondo documental. Este fondo lo integran hoy más de 12.000 manuscritos, escritos fundamentalmente en árabe, castellano antiguo, francés y hebreo, que datan desde el siglo XII hasta el XIX, de entre los que podemos destacar cerca de cuatrocientos de origen andalusí. Entre las obras de importancia destaca el Tarikh al-fattash, crónica que trata del Imperio songhai, escrita por Mahmud Kati en el siglo XVI. También destacan obras de tipo científico, religioso o histórico.
La inestabilidad que vive Malí debido a grupos islamistas radicales durante el año 2012 propició el traslado de parte de los fondos a España para ser estudiados y digitalizados.

## Fundación Fondo Kati
Impulsado por la compañía de seguros DKV, Cajasol y la Junta de Andalucía, desde 2012, año en el que una gran parte de la biblioteca saliera de Tombuctú, la fundación lleva una intensa labor de protección, restauración y digitalización de los manuscritos.

## Documentales
- Fondo Kati. Testigo del exilio ibérico en Tombouctou. HILVÁN CREACIONES SL en colaboración con ANDALUCIA DIGITAL MEDIA
- Ismael, el último guardián. RTVE[12]
- La caravana del manuscrito andalusí.